# Real Clothes
Real Clothes (リアル・クローズ?, Riaru Kurōzu) è un manga scritto e disegnato da Satoru Makimura. La serie è stata serializzata sulla rivista You di Shūeisha dal 15 novembre 2006 al 1º ottobre 2011 e in seguito i singoli capitoli sono stati raccolti in 13 volumi tankōbon.
L'opera è stata adattata in uno speciale televisivo e in un dorama, trasmessi entrambi su Fuji Television dal 13 ottobre al 22 dicembre 2009.

## Trama
La ventisettenne Kinue Amano è un'impiegata presso il reparto futon e materassi del grande magazzino Enchizewa, nel centro di Tokyo. È una donna dai modi e dall'apparenza semplice e poco ricercata.
A seguito di un trasferimento, viene spostata al reparto di moda femminile che è un mondo a lei completamente alieno. Amano non ha infatti inclinazione per la moda e la bellezza.
Grazie all'esperienza delle colleghe la protagonista riesce ad entrare nel turbine della vita lavorativa, a discapito però di quella personale.
Nel nuovo incarico Amano entra anche in contatto con nuove personalità come la coordinatrice Miki Jinbou e il capo della divisione acquisti, Tabuchi: due icone di stile che decretano i trend in voga presso il grande magazzino. 
Nonostante l'inesperienza e la goffaggine Amano riesce ad entrare nelle grazie della responsabile e alla fine viene promossa all'ufficio di Tabuchi come acquisitrice.
Mentre il lavoro va a gonfie vele, il rapporto con il suo storico fidanzato Tatsuya si deteriora sempre più anche a seguito del fatto che l'uomo desidera tornare a lavorare presso l'azienda di famiglia nell'entroterra e questo comporterebbe per Amano lasciare il proprio nuovo impiego nel quale si sente molto realizzata.
Il matrimonio che i due avevano progettato presto si arena creando nuovi conflitti fino alla rottura finale.
Alla fine Amano ammette di aver scelto il proprio lavoro a dispetto del rapporto con lo storico fidanzato che, invece, rivolge le sue attenzioni verso l'amica Haru, che pare condividere i suoi desideri di ritorno al paese natio.
Sebbene la solitudine spaventi Kinoue e spesso si interroghi sul cosa voglia dall'esistenza, le nuove attività lavorative la assorbono sempre di più tra viaggi di lavoro tra le passerelle di New York e Parigi insieme a Tabuchi e al suo fido assistente Nikolin, cene insieme nelle tradizionali izakaya e confidenze sulle aspettative della vita e dell'amore. L'incontro con stilisti e altri acquisitori contribuisce a mettere di fronte al lettore una vasta panoramica di lavori e atteggiamenti diversi, in particolare il lavoro insieme a Mami, rampante venditrice della sezione giovani, permette ad Amano di riflettere sulla generazione giovanile, sulle tendenze della moda più economica, sulla sostenibilità di certe scelte e sul peso di determinati personaggi in voga al momento sulle masse.
Nonostante gli errori, Kinoue riuscirà a crescere come persona e come impiegata, imparando da chi la circonda e dal mondo di ciascuno.